# Verdun-en-Lauragais
Verdun-en-Lauragais är en kommun i departementet Aude i regionen Occitanien  i södra Frankrike. Kommunen ligger  i kantonen Castelnaudary-Nord som ligger i arrondissementet Carcassonne. År 2022 hade Verdun-en-Lauragais 289 invånare.

## Befolkningsutveckling
Antalet invånare i kommunen Verdun-en-Lauragais
Referens: INSEE